# (25968) 2001 FZ30
(25968) 2001 FZ30 est un astéroïde de la ceinture principale d'astéroïdes découvert en 2001.

## Description
(25968) 2001 FZ30 a été découvert le 21 mars 2001 à l'observatoire du Haleakalā, un centre de recherche astronomique américain faisant partie de l'Institut d'astronomie de l'Université de Hawaï situé au sommet du volcan Haleakalā sur l'île de Maui, par le programme Near Earth Asteroid Tracking (NEAT).

### Caractéristiques orbitales
L'orbite de cet astéroïde est caractérisée par un demi-grand axe de 2,18 UA, un périhélie de 1,76 UA, une excentricité de 0,19 et une inclinaison de 2,92° par rapport à l'écliptique. Du fait de ces caractéristiques, à savoir un demi-grand axe compris entre 2 et 3,2 UA et un périhélie supérieur à 1,666 UA, il est classé, selon la JPL Small-Body Database, comme objet de la ceinture principale d'astéroïdes.

### Caractéristiques physiques
(25968) 2001 FZ30 a une magnitude absolue (H) de 15,4 et un albédo estimé à 0,400.